# Igor Denisov
Igor Vladimirovitj Denisov (russisk: Игорь Владимирович Денисов ; født 17. maj 1984 i Leningrad, Sovjetunionen) er en russisk fodboldspiller, der spiller som defensiv midtbanespiller for Lokomotiv Moskva. Han har tidligere spillet for Zenit Skt. Petersborg og Dynamo Moskva. Han har vundet både det russiske mesterskab, UEFA Cuppen og UEFA Super Cuppen med Zenit.
I UEFA Cup-finalen i 2008 mod skotske Rangers F.C. scorede Denisov det første af Zenits mål i sejren på 2-0.

## Landshold
Denisov har (pr. april 2018) spillet 54 kampe for det polske landshold, som han debuterede for den 11. oktober 2008 i en VM-kvalifikationskamp mod Tyskland.